# Hamburg-Farmsen-Berne
Farmsen-Berne ist ein Hamburger Stadtteil im Bezirk Wandsbek und besteht aus den ehemaligen Vogteien Farmsen und Berne.

## Geografie

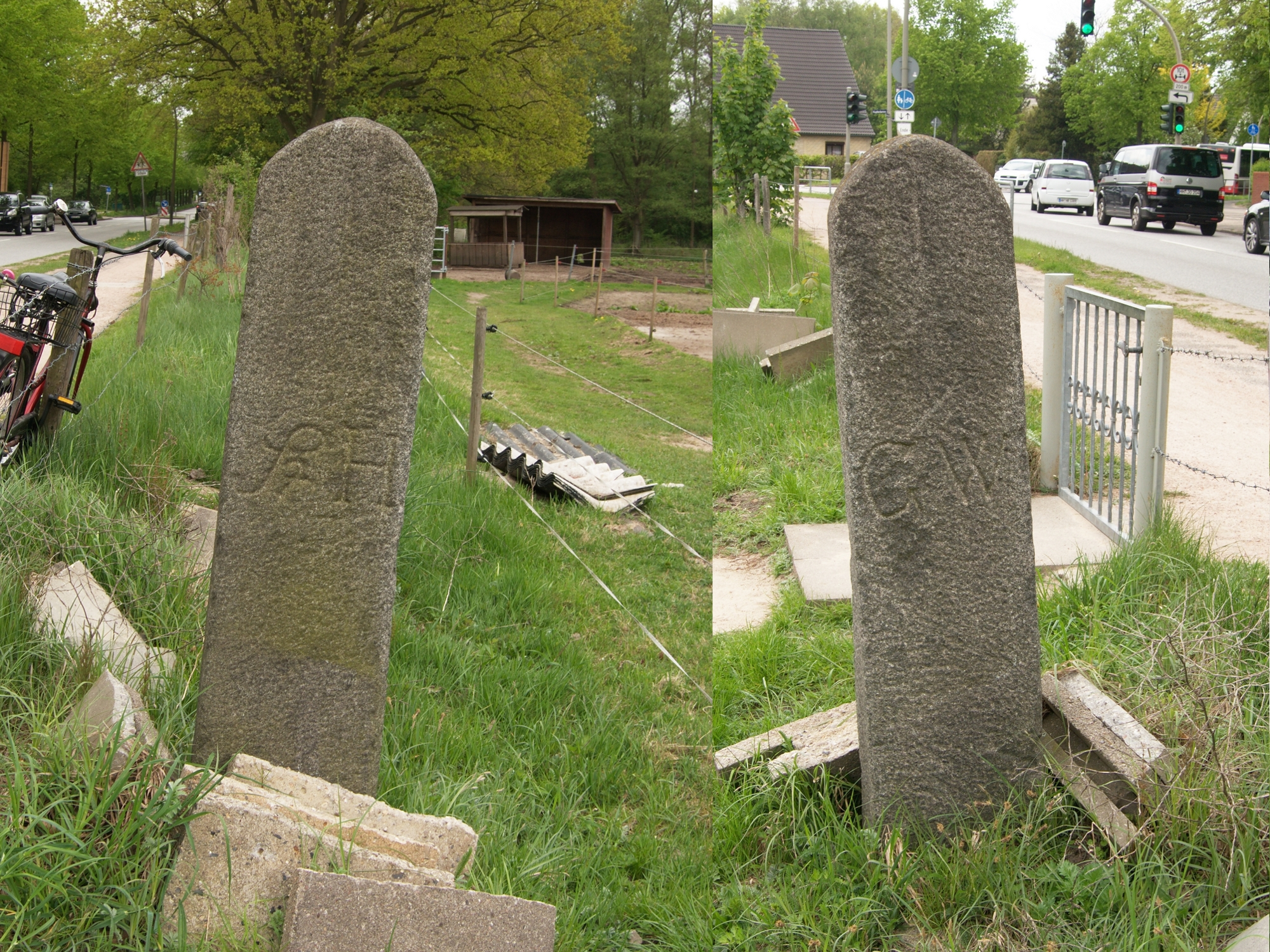
Grenzstein am Sonnenweg (1831)
Stadt Hamburg /Gut Wandsbek

Farmsen-Berne grenzt nördlich an Volksdorf, östlich an Rahlstedt, Südlich an Tonndorf, südwestlich an Wandsbek, westlich an Bramfeld und nordwestlich an Sasel.
In Farmsen wurde der Lehm und Ton des Bodens seit Jahrhunderten für die Ziegelherstellung genutzt, zahlreiche Teiche zeugen von aufgegebenen Tongruben, einer davon bildet heute das Strandbad Farmsen.
Den Stadtteil durchfließt die kleine Berner Au, die hinter einer Aufstauung im Kupfermühlenteich in die Wandse mündet. Hier stand seit dem sechzehnten Jahrhundert eine Mühle zur Herstellung von Kupfer- und Messingblechen und Drähten.

## Geschichte
Die Orte Farmsen und Berne wurden beide erstmals 1296 urkundlich erwähnt. Sie gehörten zu den Hamburger Walddörfern. Farmsen war dabei als Vermerschen eingetragen, abgeleitet von Fridumareshusen oder Fridumaresheim, das auf die Gründung durch einen fränkischen Siedler namens Fridumar verweist. Der Name Berne hingegen ist von der Berner Au, dem hier fließenden Bach, als Baren abgeleitet, und hat die Bedeutung von „Bachlauf“.
Das Gut Berne gehörte seit 1375 dem Hospital St. Georg, das es später in das Hamburger Territorium einbrachte. Es wurde ab 1600 als Sommerresidenz und Gästehaus des Hamburger Senats benutzt.
1576 erwarb Hamburg alle Ländereien Farmsens. 1831 wurden Farmsen und Berne zu einer Vogtei (später Landgemeinde) innerhalb der neu gegründeten Landherrenschaft der Geestlande zusammengelegt.  

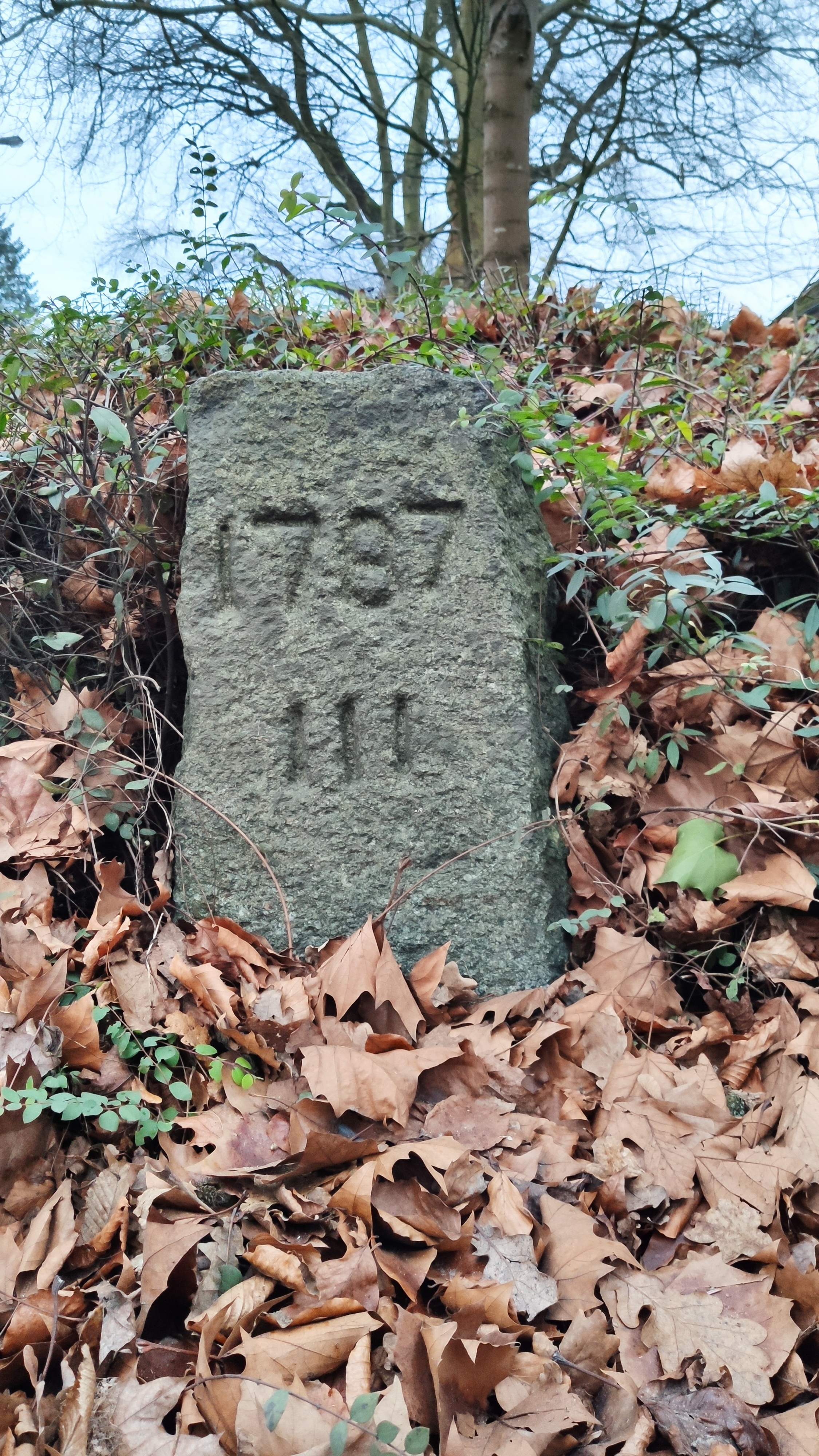
Triangulations-Grenzstein 1787, Hamburg Berne, an der historischen Grenze zwischen Dänemark und Hamburg

1899 wurde das Staatsgut Farmsen und 1902 das Werk- und Armenhaus eröffnet.
Die Trabrennbahn Farmsen machte 1911 den Ort in Deutschland bekannt und wurde somit zu einem Anziehungspunkt auch über die Dorfgrenzen hinaus.
Die Abseitslage von Hamburg oder Wandsbek endete 1920, als die Walddörferbahn von Barmbek bis Volksdorf ihren Betrieb aufnahm. Nach dem Vorbild der Gartenstadt Wandsbek entstand 1920 auch die Siedlung Berne durch die Baugenossenschaft Gartenstadt Berne.
Bis zum 1. April 1937 war Farmsen-Berne eine Exklave zwischen preußischem Gebiet; siehe Groß-Hamburg-Gesetz. Die Verwaltung erfolgte bis 1830 durch die Landherrenschaft der Walddörfer, danach durch die Landherrenschaft der Geestlande. Nach 1945 verlor Farmsen seinen dörflichen Charakter durch die Errichtung von Siedlungen, die viele neue Mitbürger nach sich zog. Zwischen „Am Luisenhof“ und August-Krogmann-Straße entstand 1953 bis 1954 die „Gartenstadt Farmsen“ nach Entwürfen von Otto Gühlk und Hans Bernhard Reichow. 2003 wurde sie in die Denkmalliste eingetragen.
Der Stadtteil Farmsen-Berne, der bis dahin zum Kerngebiet des Bezirks Wandsbek gehört hatte, wurde nach der Auflösung der Ortsdienststelle Farmsen-Berne im Jahre 2003 in den Ortsamtsbereich Walddörfer eingegliedert. Diese Zugehörigkeit endete allerdings bereits 2008 mit der Auflösung der Ortsämter im Zuge der Bezirksverwaltungsreform.

## Bildung
Das Statistische Amt für Hamburg und Schleswig-Holstein hat für das Jahr 2005 im Stadtteil Farmsen-Berne sieben Grundschulen und fünf weiterführende Schulen ermittelt.

### Grundschulen

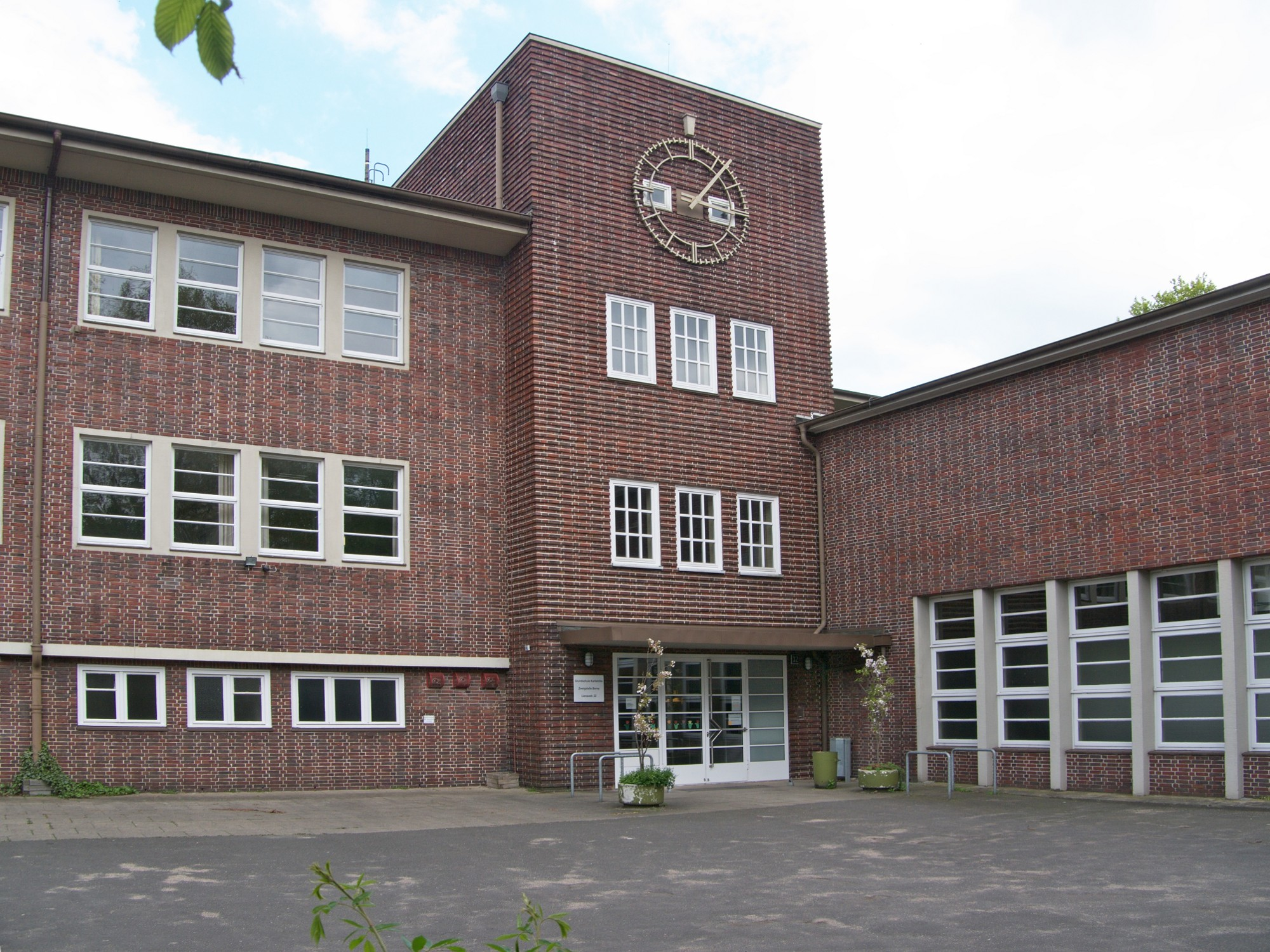
Schule Lienaustraße

Der Stadtteil Farmsen-Berne hat acht Grundschulen mit den Klassenstufen 1–4. Dabei unterscheiden sich allerdings die Lehrformen, teilweise sind die Grundschulstufen in Gesamt- oder Kooperativschulen integriert: die August-Hermann-Francke-Schule (Hamburg), die Erich Kästner Schule, die Katholische Schule Farmsen, die Rudolf Steiner Schule Hamburg-Wandsbek (1985 nach Farmsen umgezogen), die Schule Surenland Hamburg, die Schule Traberweg, die Grundschule Eckerkoppel. Die von Fritz Schumacher entworfene Schule Lienaustraße wurde 2016 geschlossen.

### Weiterführende Schulen
Neben den sieben Grundschulen hat der Stadtteil Farmsen-Berne fünf weiterführende Schulen, deren Grundschulzweige teilweise schon im Kapitel Grundschulen genannt wurden: die Erich Kästner Schule, die Gyula-Trebitsch-Schule, das Gymnasium Farmsen, die Rudolf Steiner Schule Hamburg-Wandsbek sowie die Schule Surenland.

### Sonderschule
1975 zog die Schule Tegelweg (gegründet 1958 als Sonderschule Eppendorfer Landstraße, Volksschule für spastisch Gelähmte) aus der Eppendorfer Landstraße nach Farmsen.
Die Schule Tegelweg nimmt Kinder und Jugendliche auf, die durch eine körperliche Behinderung in ihrer Bewegungsfähigkeit, ihrer seelischen Entwicklung oder ihrer Lernfähigkeit schwerwiegend beeinträchtigt sind und aus diesem Grund in einer allgemeinen Schule keine angemessene Förderung erfahren könnten.

### Kindertageseinrichtungen
Zudem gibt das Statistische Amt für Hamburg und Schleswig-Holstein für 2005 23 Kindergärten und Kindertageseinrichtungen im Stadtteil Farmsen-Berne an.

### Sonstige Bildungseinrichtungen

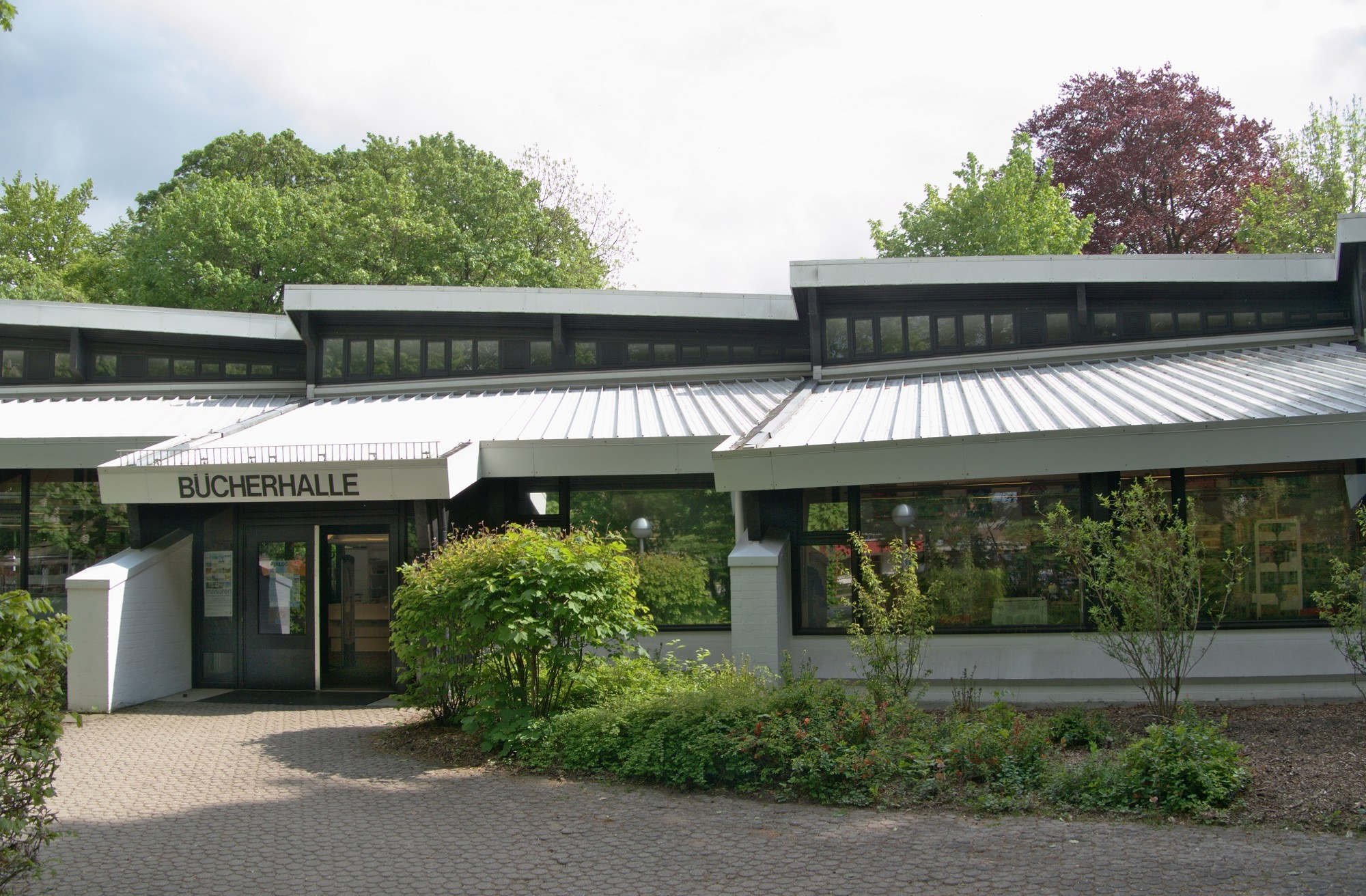
Bücherhalle Farmsen

In Farmsen zu finden sind in der Nähe der U-Bahn-Haltestelle Farmsen (Linie U1 des Hamburger Verkehrsverbundes) gleich zwei größere Bildungseinrichtungen: das Zentrum Ost der Volkshochschule Hamburg im Berner Heerweg und das Berufsförderungswerk Hamburg in der August-Krogmann-Straße.
In direkter Nachbarschaft zur Erich-Kästner-Gesamtschule befindet sich die Berufliche Schule Farmsen BS19, eine staatliche Schule für Medien und Technik.
Eine Zweigstelle der Hamburger Öffentliche Bücherhallen liegt am Rahlstedter Weg.
In der Nähe der Haltestelle Farmsen befindet sich ein Haus der Jugend. Weitere Einrichtungen der Jugendhilfe betreibt der Verein Kinder- und Jugendarbeit Berne e. V. mit dem Jugendclub Berner Au und dem Bauspielplatz Berne.

## Kultur und Sehenswürdigkeiten

### Bauten

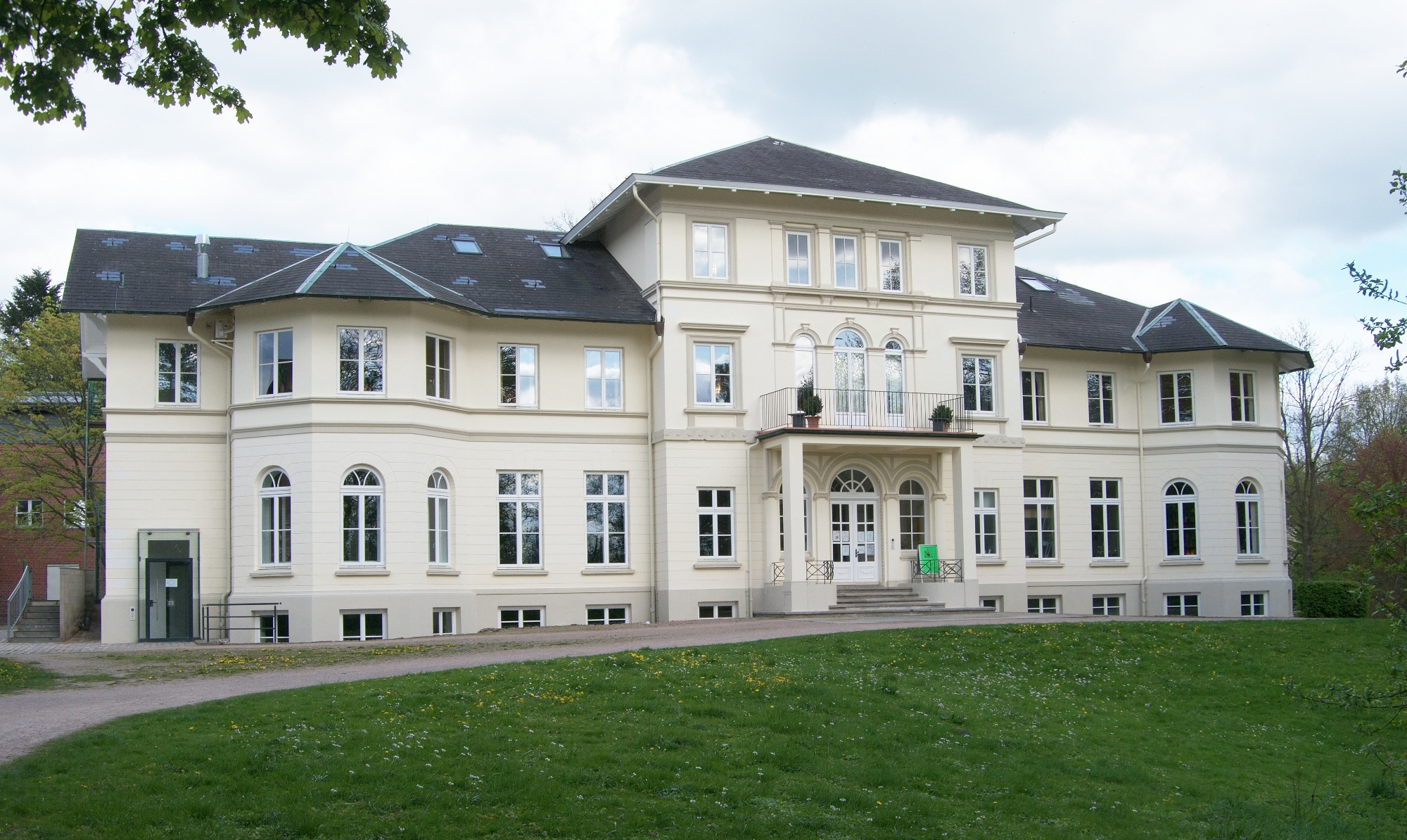
Gutshaus Berne

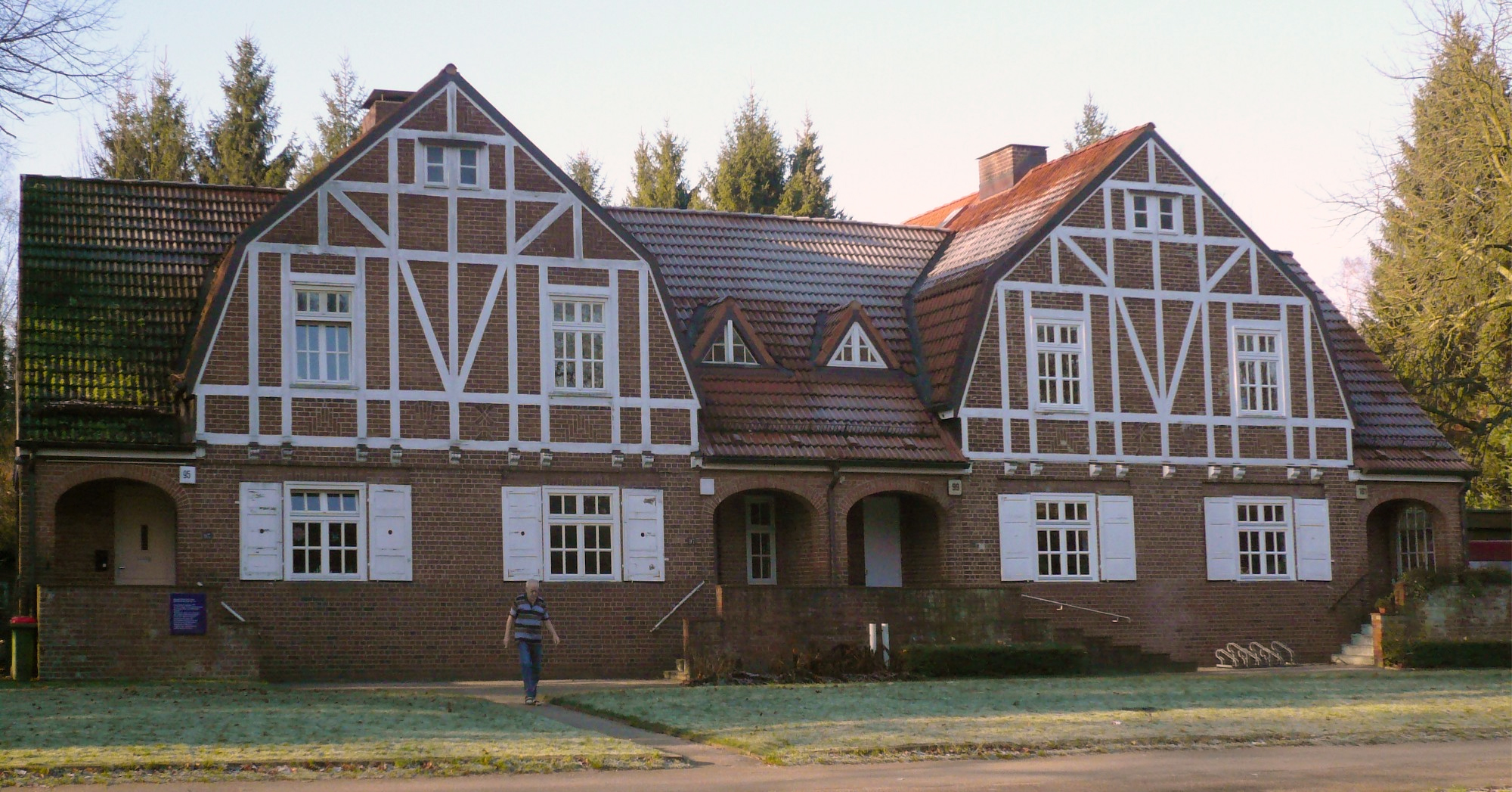
Beamtenhäuser

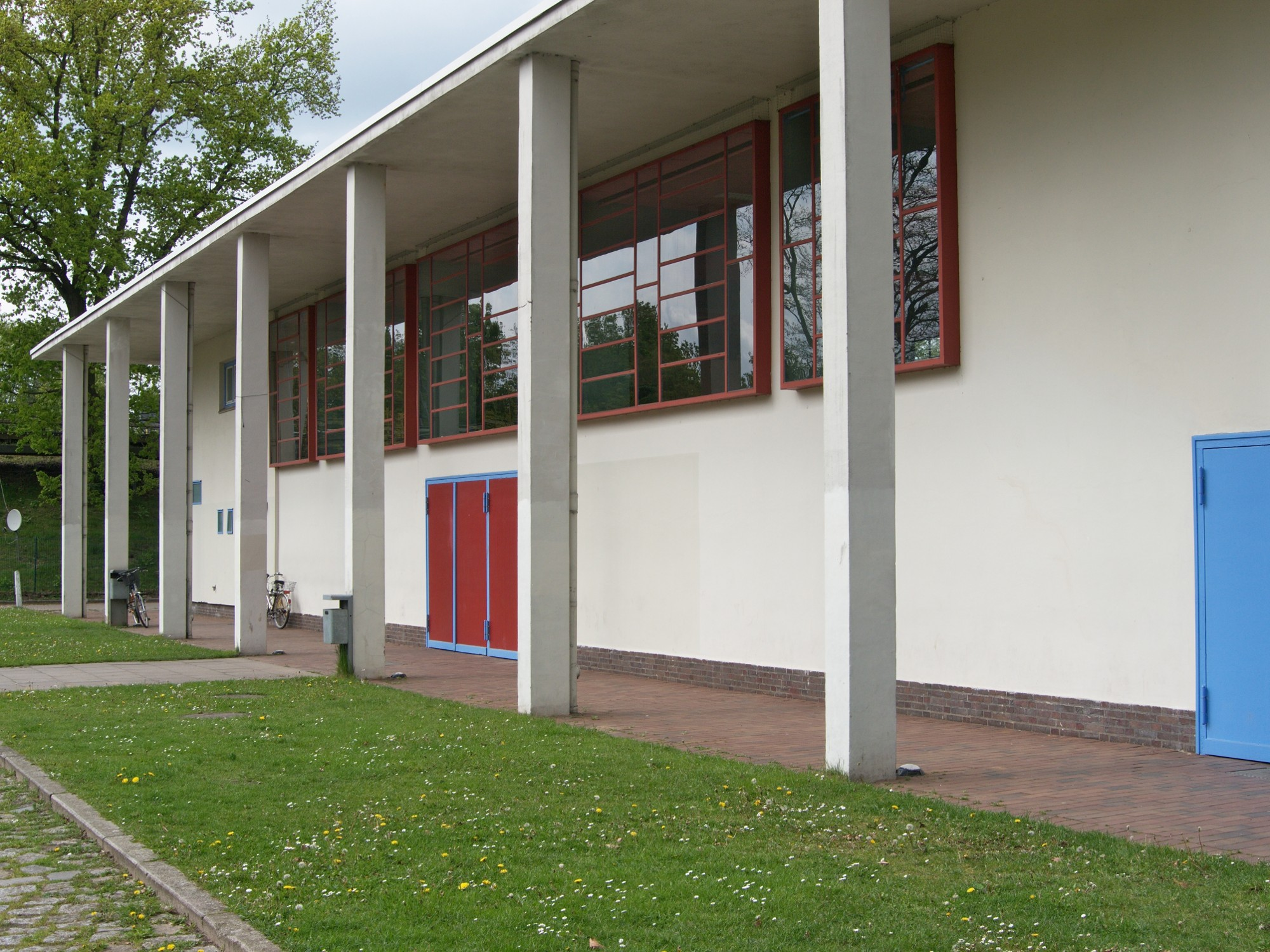
Karl-Schneider-Halle

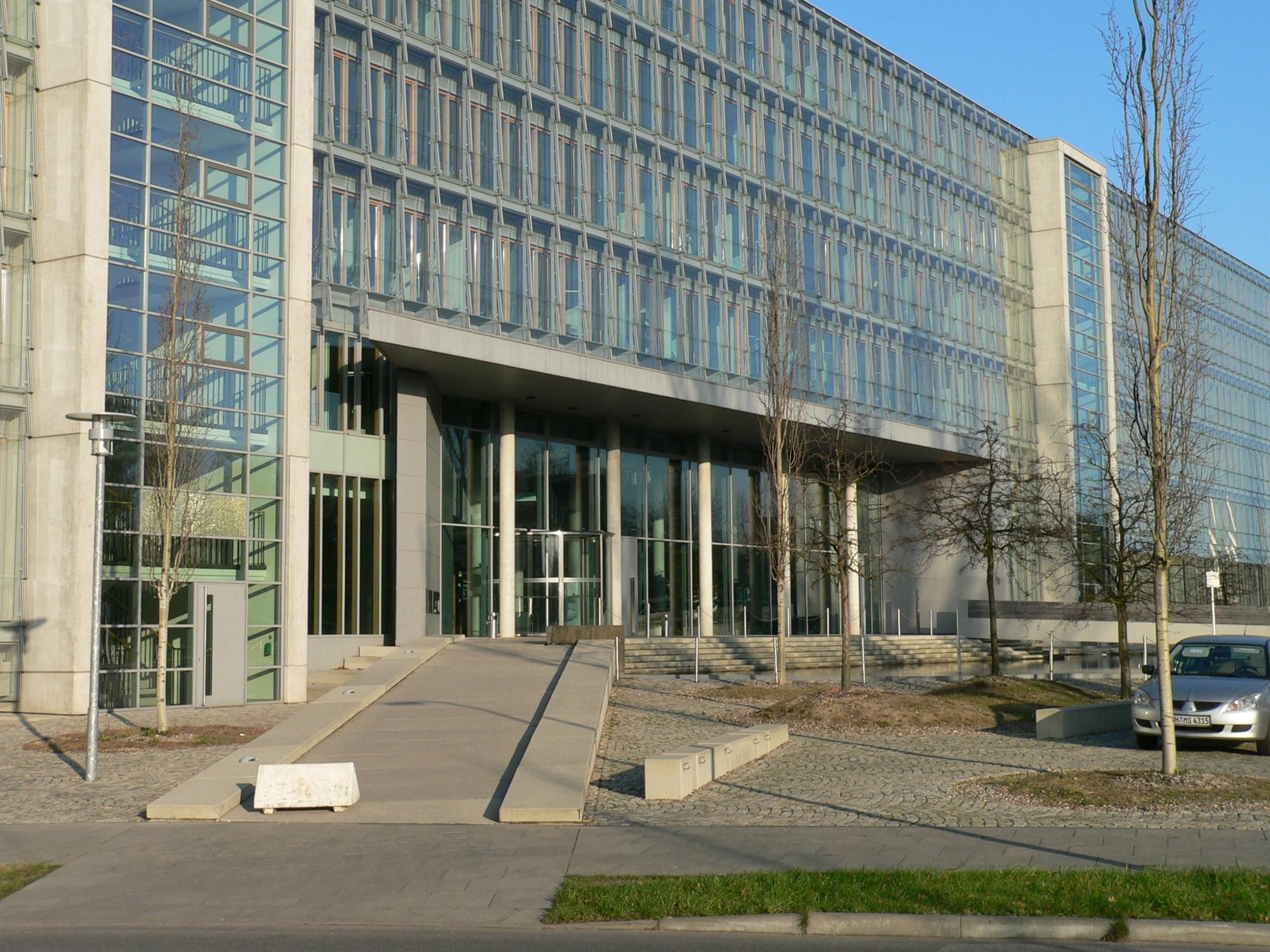
Rentenversicherung Nord

#### Gutshaus Berne
Im Berner Gutspark liegt das ehemalige Gutshaus Berne (ca. 1890).

#### Gartenstadt Berne
Auf Teilen des ehemaligen Staatsguts Berne wurden 1918–1932 im Sinne der Gartenstadtbewegung 504 Wohnungen in Doppelhaushälften in genossenschaftlicher Selbsthilfe errichtet.

#### Gartenstadt Farmsen
Die in den Jahren 1953–54 nach Entwürfen von Otto Gühlk und Hans Bernhard Reichow erbaute Großwohnsiedlung ist eine der ersten ihrer Art und steht seit 2003 unter Denkmalschutz.

#### Beamtenhäuser
Das ehemalige Werk- und Armenhaus wurde 1904–1911 errichtet. Für die Leitung der Einrichtung wurden gegenüber die Beamtenhäuser an der August-Krogmann-Straße errichtet, die als Beispiele des Heimatstils gelten.

#### Karl-Schneider-Halle
Hinter der Volkshochschule liegt die Sporthalle und Aula für die Farmsener Volksschule von Karl Schneider (1928), die als ein Beispiel der Vorkriegsmoderne gilt.

#### Rentenversicherung Nord
Im südlichen Teil der ehemaligen Trabrennbahn wurde das Verwaltungsgebäude der Deutschen Rentenversicherung Nord 1992–1997 von den Architekten Prof. Laage, Nies, Praasch und Sigl errichtet.

#### Erlöserkirche Farmsen
In der Nähe des U-Bahnhofes Farmsen liegt die Erlöserkirche, eines der beachtenswertesten Bauwerke des modernen Kirchenbaus in Hamburg aus der Nachkriegszeit.

### Sport
In Farmsen befindet sich eine von insgesamt zwei Indoor-Eissporthallen Hamburgs.
Das Strandbad Farmsen entstand 1928 aus einer ehemaligen Tongrube.

#### Trabrennbahn
Die Trabrennbahn, 1911 gegründet, stellte bereits 1976 ihren Betrieb ein, danach erfolgte nur noch eine gelegentliche Nutzung für andere Sportveranstaltungen. Das Gelände wurde 1995–1997 mit Wohnungen bebaut.

## Wirtschaft und Infrastruktur
Das Gebiet hat nur wenig produzierendes Gewerbe. Am Bahnhof Farmsen befindet sich ein zweistöckiges Einkaufszentrum, das 2009 erweitert wurde, sowie ein kleines Gewerbegebiet.

### Verkehr
Verkehrsanbindungen bestehen durch die U-Bahn-Linie 1 der Hamburger Hochbahn AG. Es gibt vier Haltestellen: Trabrennbahn im Süden, Farmsen und Oldenfelde in der Mitte und Berne im Norden. Der U-Bahnhof Farmsen ist viergleisig ausgebaut und hat einen Betriebsbahnhof und Abstellgleise, er ist bei einzelnen Zügen der Endbahnhof der Strecke U1.
Der Ortsteil Berne wird durch die Verlängerung des im benachbarten Stadtteil beginnenden bzw. endenden Ring 3 durchschnitten. Gerade im Bereich des Wohngebietes Saselheide und der Gartenstadt Berne weist die Fahrbahn nur eine Spur pro Richtung auf. Der zur Ausweisung als Ring 3 notwendige Ausbau der Trasse, bis zum Anschluss an die A1 bei Barsbüttel, wurde in der Zeit des schwarz-grün geführten Senates (2008–2010) endgültig gestoppt. Der Straßenverlauf Berner Heerweg und Friedrich-Ebert-Damm stellt die zentrale Verbindung von und aus der Innenstadt dar. Ab der zentralen Kreuzung mit der Berner Brücke, dem Karlshöher Weg und der Berner Allee ist der Berner Heerweg und, im weiteren Verlauf, der Friedrich-Ebert-Damm, zweispurig je Richtung ausgebaut. 

## Statistik
(Quelle: )
- Anteil der unter 18-Jährigen: 19,2 % [Hamburger Durchschnitt: 16,8 % (2023)]
- Anteil der Haushalte mit Kindern: 22,1 % [Hamburger Durchschnitt: 17,8 % (2023)]
- Anteil der über 64-Jährigen: 18,9 % [Hamburger Durchschnitt: 17,8 % (2023)]
- Ausländeranteil: 17,6 % [Hamburger Durchschnitt: 20,7 % (2023)]
- Anteil von Leistungsempfängern nach SGB II: 11,0 % [Hamburger Durchschnitt: 10,0 % (2023)]
- Arbeitslosenquote: 6,2 % [Hamburger Durchschnitt: 6,2 % (2023)]

Farmsen-Berne zählt zu den weniger wohlhabenden Hamburger Stadtteilen. Die durchschnittlichen jährlichen Einkünfte pro Steuerpflichtigen betrugen hier im Jahre 2020 etwa 38.589 Euro und sind niedriger als der Hamburger Durchschnitt (48.035 Euro).

## Politik
Für die Wahl zur Hamburgischen Bürgerschaft gehört Farmsen-Berne zum Wahlkreis Bramfeld – Farmsen-Berne. Bei der Bezirksversammlungswahl gehört der Stadtteil zum Wahlkreis Farmsen-Berne, Bramfeld-Nord. Bei Bundestagswahlen zählt Farmsen-Berne zum Bundestagswahlkreis Hamburg-Wandsbek.

### Wahlergebnisse
|                        | SPD    | CDU    | Grüne1) | AfD    | Linke2) | FDP    | Übrige   |
| Bürgerschaftswahl 2025 | 39,2 % | 21,2 % | 11,4 %  | 11,4 % | 07,9 %  | 01,6 % | 07,3 %   |
| Bürgerschaftswahl 2020 | 47,0 % | 09,6 % | 17,7 %  | 08,2 % | 07,5 %  | 03,7 % | 06,3 %   |
| Bürgerschaftswahl 2015 | 54,2 % | 13,4 % | 07,4 %  | 08,2 % | 07,2 %  | 05,7 % | 03,9 %   |
| Bürgerschaftswahl 2011 | 55,8 % | 19,9 % | 07,6 %  | –      | 06,1 %  | 05,1 % | 05,5 %   |
| Bürgerschaftswahl 2008 | 37,0 % | 42,3 % | 06,5 %  | –      | 07,1 %  | 03,8 % | 03,3 %   |
| Bürgerschaftswahl 2004 | 35,7 % | 45,5 % | 08,2 %  | –      | –       | 02,8 % | 07,9 %   |
| Bürgerschaftswahl 2001 | 39,6 % | 24,5 % | 05,3 %  | –      | 00,2 %  | 04,3 % | 26,1 %3) |
| Bürgerschaftswahl 1997 | 42,6 % | 26,4 % | 10,1 %  | –      | 00,5 %  | 02,6 % | 17,8 %4) |
| Bürgerschaftswahl 1993 | 47,3 % | 22,6 % | 10,0 %  | –      | –       | 03,3 % | 16,8 %5) |

1) 1978 als Bunte Liste – Wehrt Euch, 1982 bis 2011 als Grüne/GAL.

2) 1991 und 1997 als PDS/Linke Liste, 2001 als PDS.

3) Darunter 23,1 % für die Schill-Partei.

4) Darunter 7,3 % für die DVU.

5) Darunter 5,1 % für die Statt Partei.

## Bildergalerie

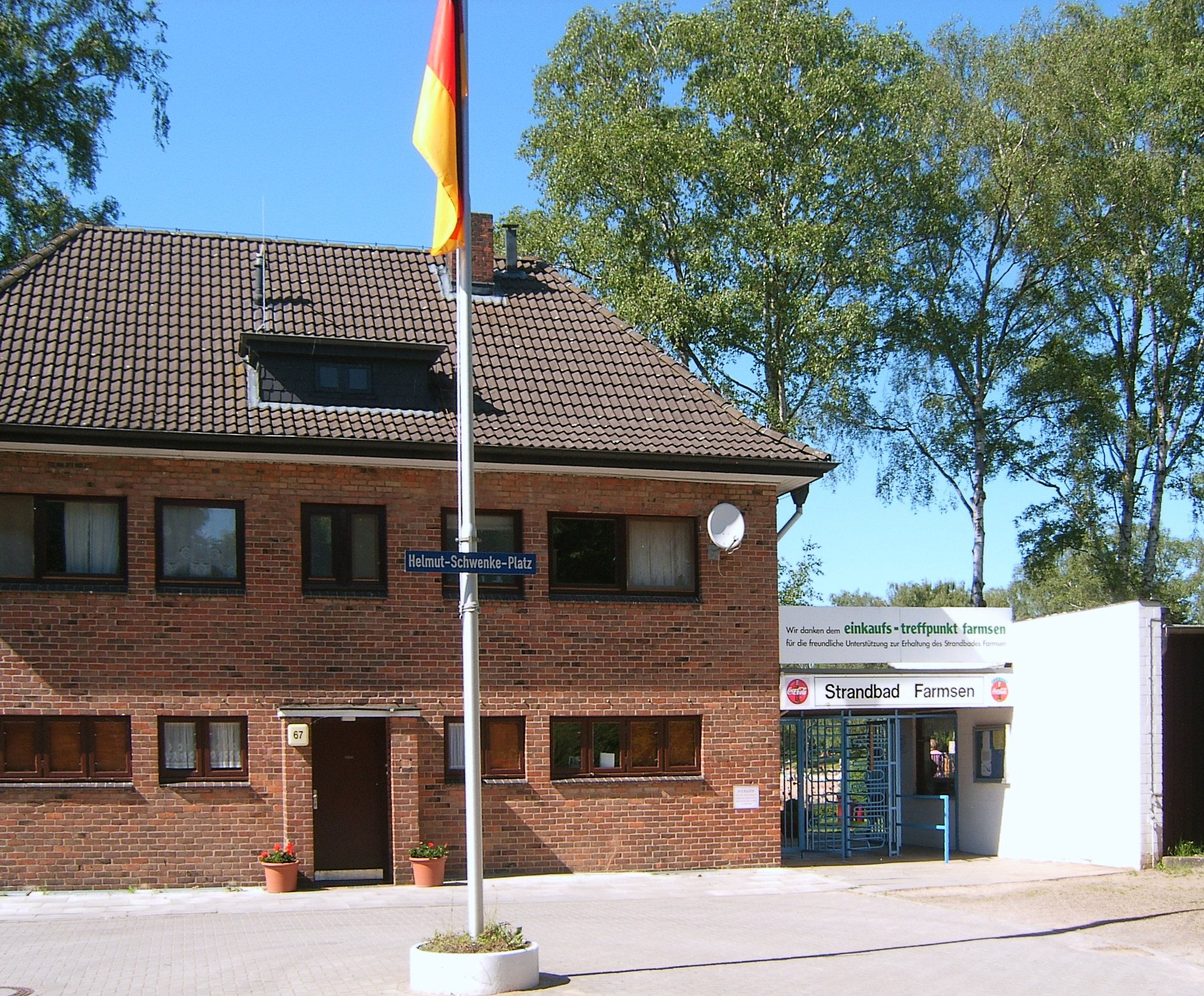
Eingang Strandbad Farmsen
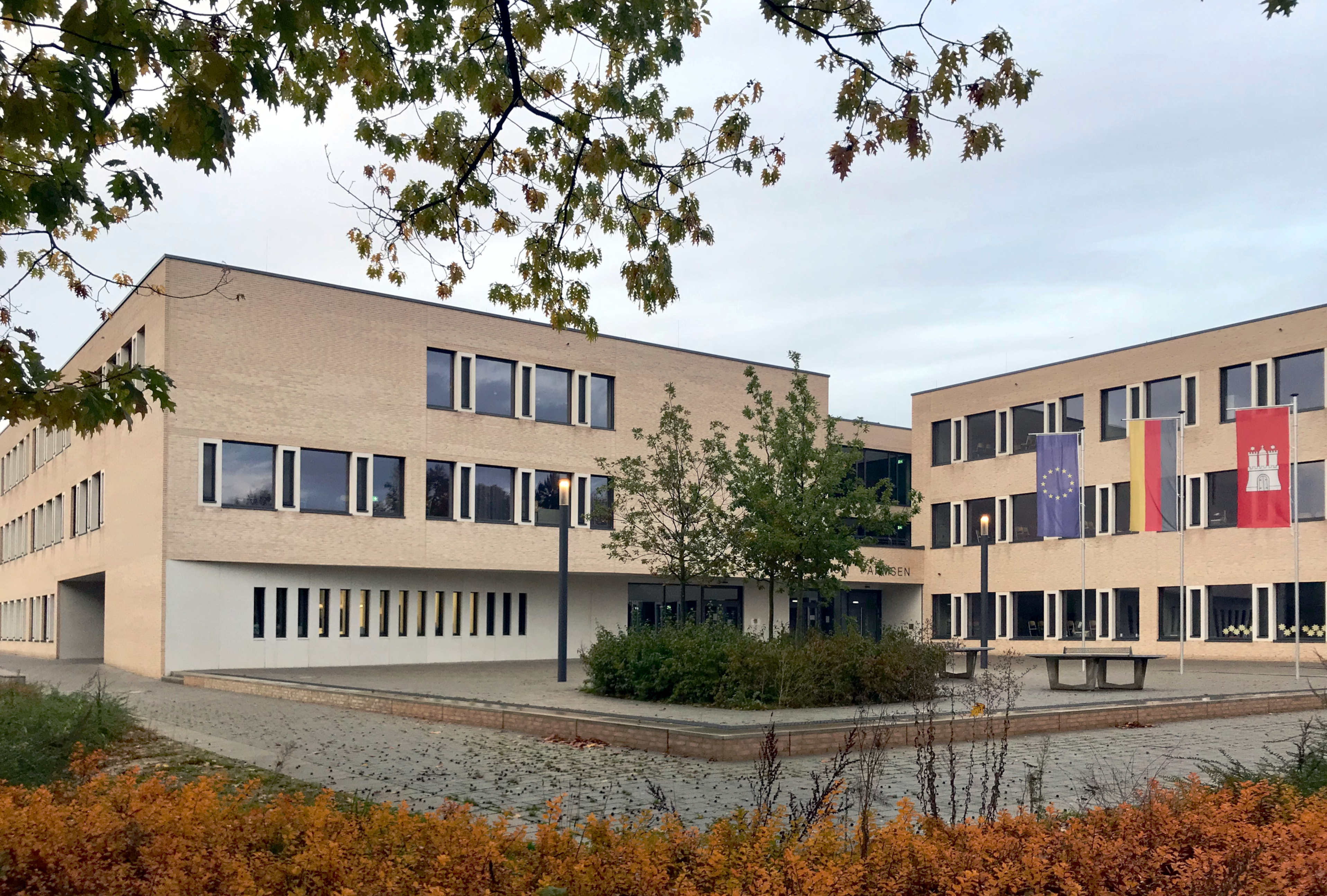
Gymnasium Farmsen
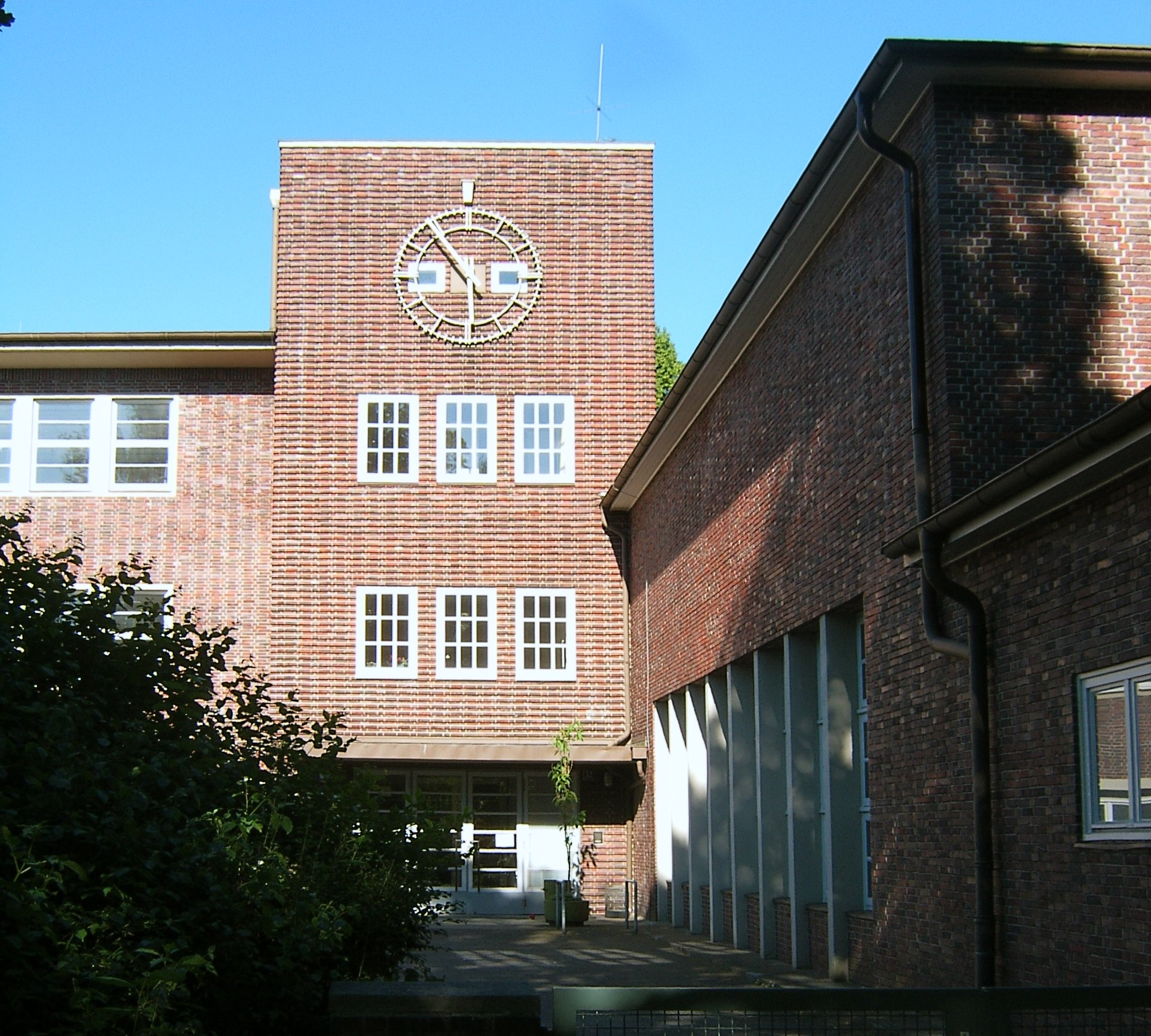
Schule Berne
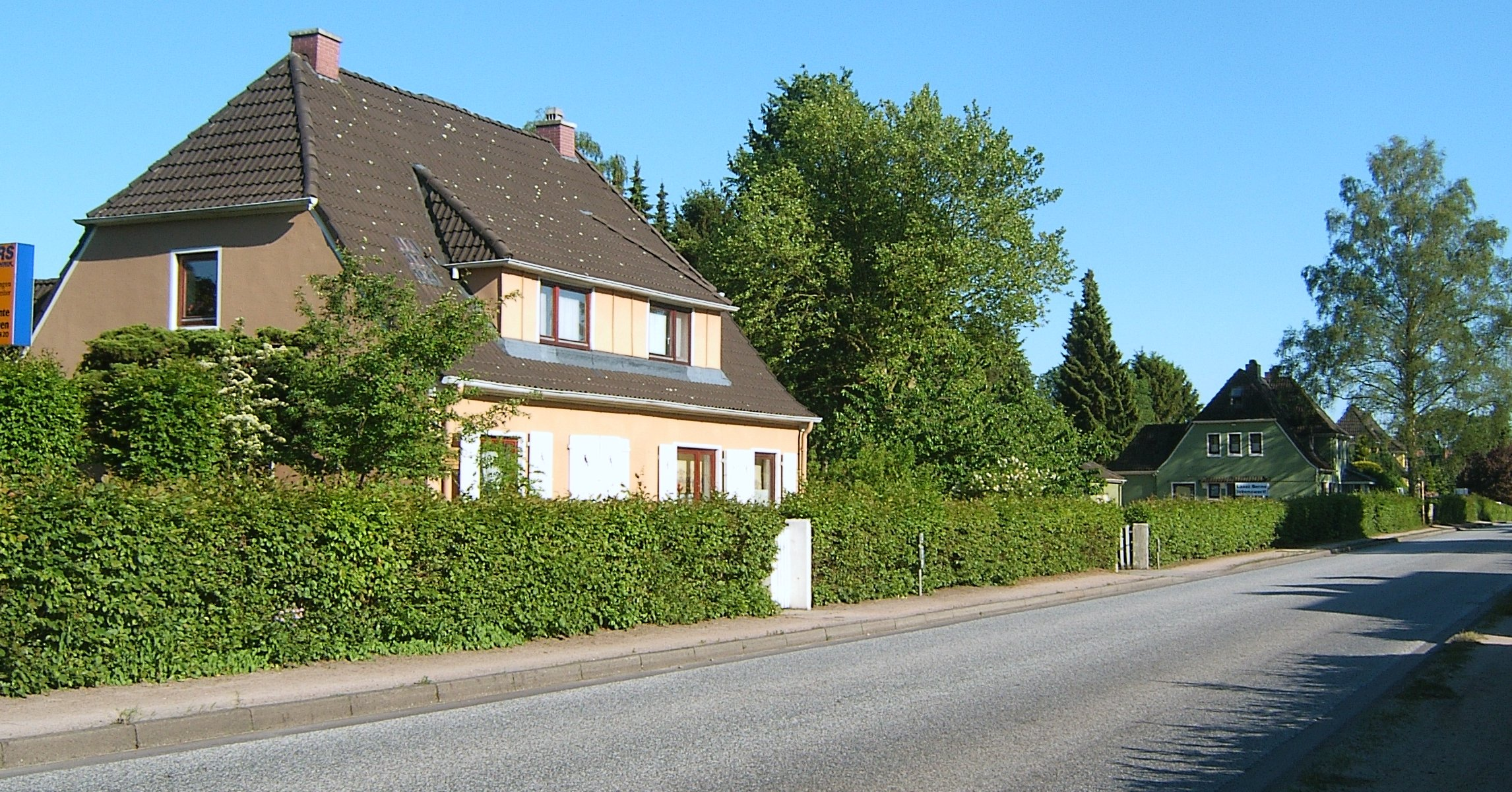
Typisches Wohnhaus der Gartenstadt Berne
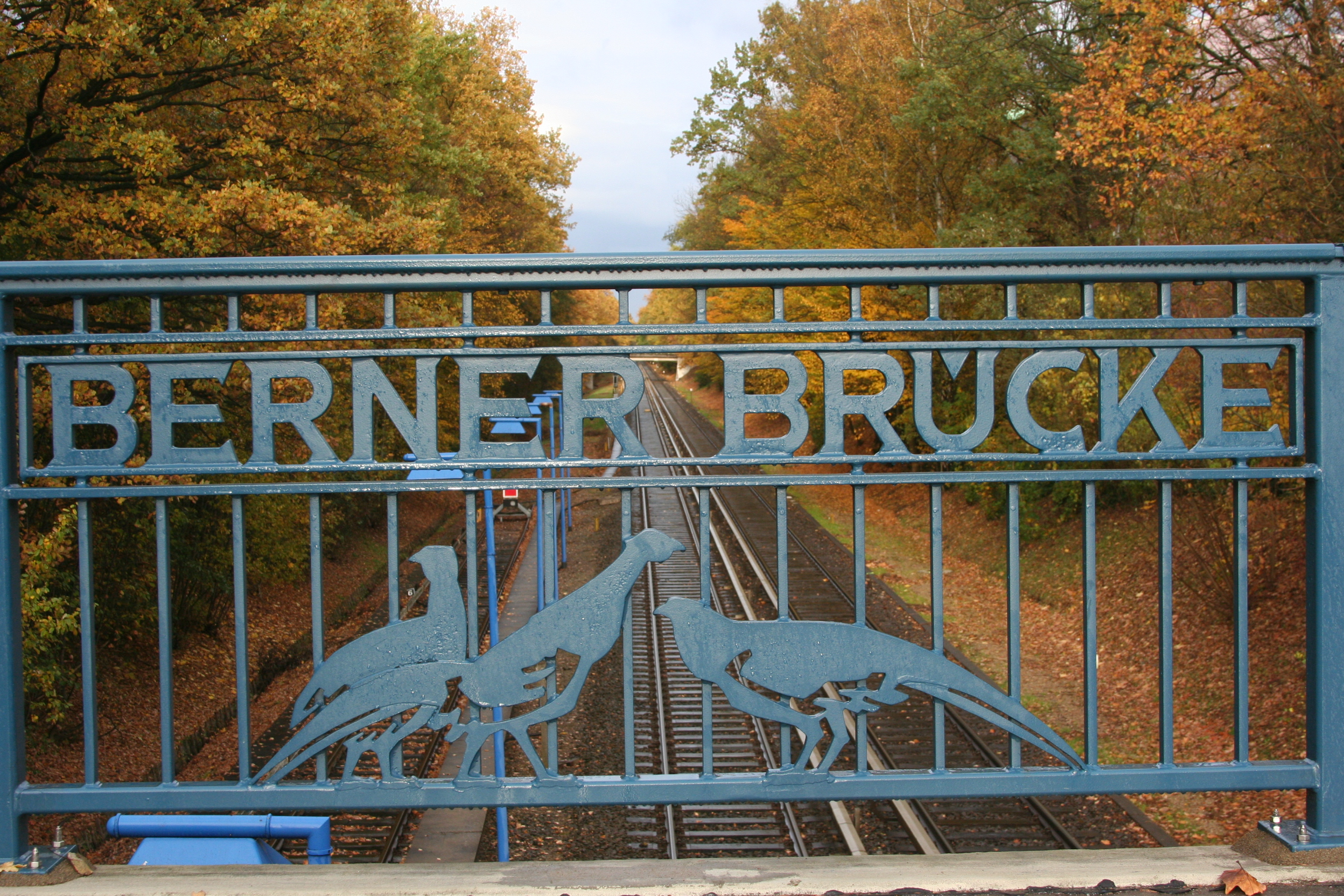
Brückengestaltung (1963) vom Metall- und Steinbildhauer Ernst Hanssen
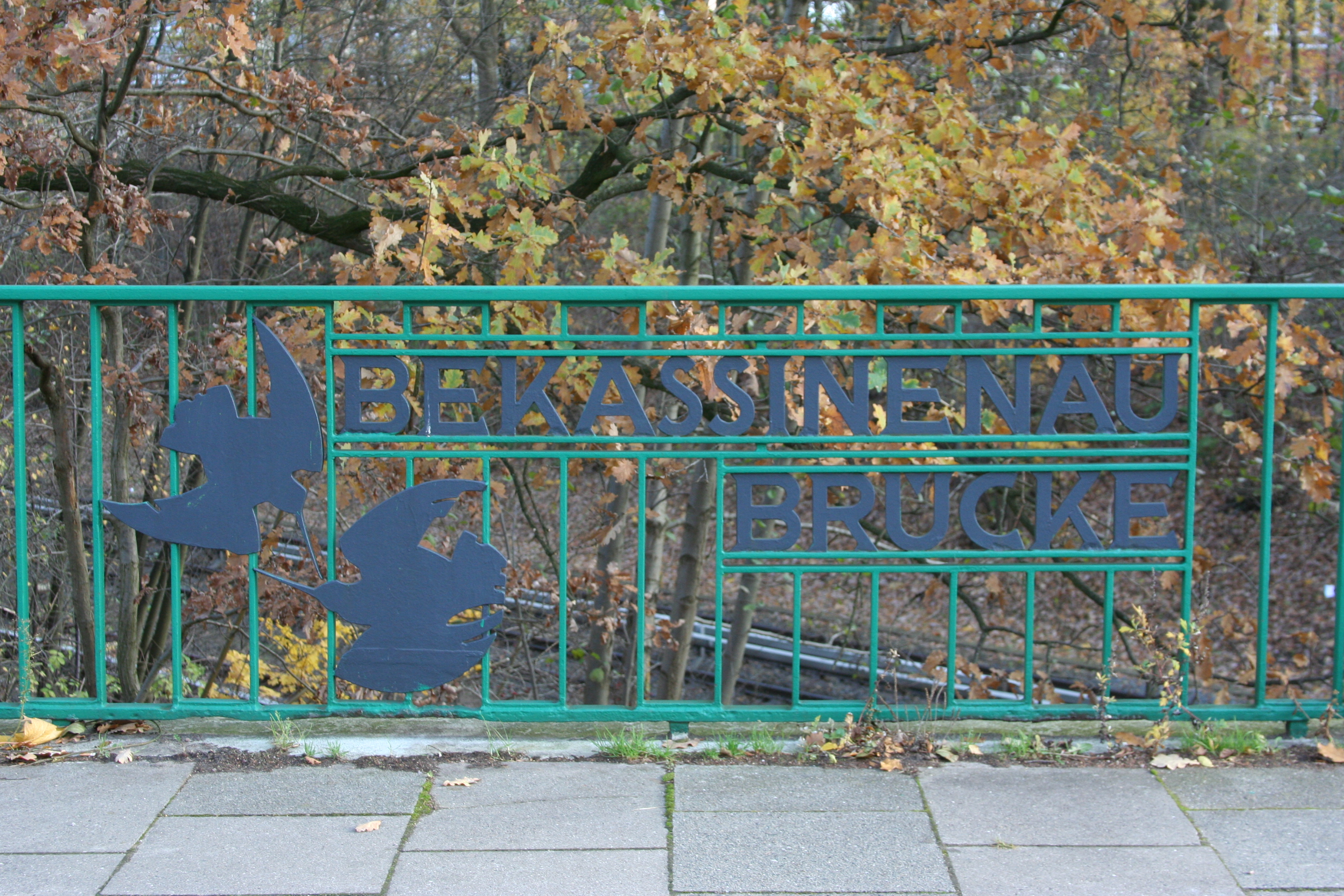
Brückengestaltung (1962) vom Metall- und Steinbildhauer Ernst Hanssen